# Gahvareh
Gahvāreh (farsi گهواره) è una città dello shahrestān di Dalahu, circoscrizione di Gahvareh, nella provincia di Kermanshah. Aveva, nel 2006, una popolazione di 4.708 abitanti.